# 楊千鶴
楊千鶴（1921年9月1日—2011年10月16日），臺灣臺北市人，臺灣第一位女記者。也是日治時期少數的臺灣女作家代表人物之一。

## 生平
楊千鶴畢業於臺北女子高等學院。學生時期曾參加「全島學生國際式桌球大會」獲得女子學生單打冠軍、女子學生雙打冠軍。畢業後與劉玉女搭檔獲得社會組女子雙打冠軍。
1941年進入日治時期臺灣發行量最大的報紙——臺灣日日新報社擔任家庭文化欄記者，成為臺灣第一位女記者。任職前堅持必須與日人相同待遇，經社方同意後才就職。擔任記者期間，以她獨有的臺灣意識，撰文介紹台灣特色的記事，亦採訪過當時令日本當局頭痛的台灣現代文學之父賴和，畫家郭雪湖，詩人醫師李騰獄等名士。舉凡與婦女息息相關的育嬰、保健、家庭生活，都是她的取材範圍，對於提升當時臺灣主婦的現代化教育，有一定的影響力。1942年因報社奉行政策推廣皇民化運動與軍國主義的戰事教條而辭職抗議。
作品除了刊載於《臺灣日日新報》外，亦曾在《文藝臺灣》、《民俗臺灣》、《臺灣文學》、《臺灣公論》等發表。作品以散文、訪談專題報導為主，亦有短篇小說〈花開時節〉。〈花開時節〉描述了舊社會下成長受過高等教育的年輕女性，在家人對女大當嫁的期許和對追求自我的內心矛盾，也呈現出朋友之間的友情。該作品被認為是研究臺灣日治時期年輕女性不可或缺的一手資料，也廣泛地被國外學者引用。楊千鶴的作品展現與男性作者不同的風格，臺灣資深作家巫永福曾經讚譽，在日治時期的臺灣女作家中，散文、小說寫得最好的就是楊千鶴。
1950年8月，臺灣地方自治由縣市參議會改制為議會﹐以無黨籍參選，當選臺東縣第一屆縣議員。根據楊氏所撰的《人生的三稜鏡》，她是第一位以「各位父老兄弟姐妹」在競選演講時稱呼群眾的。這後來成為台灣歷屆選舉各候選人對選民大眾常用的稱呼。1951年當選臺灣省婦女會理事與臺東縣婦女會理事。
1989年停筆40餘年後復出，於日本筑波大學舉行的臺灣文學國際會中發表論文〈回憶1940-1943年間﹐文學運動中的人與事〉。此後多篇文章發表於《自立報》、《北美洲公論報》與《太平洋時報》等。
1993年以日文出版由多篇散文組成的長篇自傳（人生的三稜鏡）。
1994年《人生的三稜鏡》中文版由張良澤與林智美合譯。
1998年《人生的三稜鏡》日文版再版。
1999年，臺灣公共電視製作「世紀女性﹐臺灣第一」，楊千鶴的記錄片。同年《人生的三稜鏡》中文版再版。
2001年出版《花開時節》單行本，其中除了〈花開時節〉的原文與中譯外亦收錄了楊千鶴的其他作品。
其短篇小說〈花開時節〉的中譯被收錄於《光復前臺灣作家全集》、《日據時代臺灣小說選》、《日據以來臺灣女作家小說選讀》、《二十世紀臺灣文學金典》、《島嶼妏聲:臺灣女性小說讀本》及漢英對照的《臺灣文學選譯》等選集，被視為日治時期臺灣女性作家的代表作。2023年，她女兒林智美編譯並出版了〈花開時節〉華、日、台、英四種語言的版本 。其散文〈待嫁女兒心〉、〈女人的宿命〉的中譯亦被收錄於國立編譯館主編的《青少年臺灣文庫【散文讀本】》。
2011年10月16日，病逝於美國馬里蘭州自宅，享耆壽90歲。

台灣首位女記者楊千鶴

2023年10月7日至10月10日，中華民國112年國慶總統府建築光雕展演以「致未來的她．台灣」為主題介紹台灣各行各業女性領航人，其中包括台灣首位女性記者楊千鶴。

## 戰後出版的作品
目前為止（2011/10/01），已知的有：
- 張良澤、林智美/譯，《人生的三稜鏡：一位傑出臺灣女作家的自傳 》，前衛出版社，1995年。
- 張良澤、林智美/譯，《人生的三稜鏡》，南天書局，1999年。該書為傳記。
- 楊千鶴/著，《花開時節》，南天書局，2001年。該書小說、雜文都有。

## 相關研究

### 博碩士論文
使用「臺灣博碩士論文知識加值系統」和「全國圖書書目資訊網」查詢，到2011年10月8日為止，有：
- 陳怡君，〈日治時期女性自我主體的實踐：論楊千鶴及其作品〉，2007年，國立成功大學臺灣文學研究所碩士論文[13]。

### 期刊、研討會論文
使用「臺灣期刊論文索引系統」查詢，到2011年10月8日為止，有：
- 陳怡君，日治時期新式女子教育的滲透—以楊千鶴求學經歷為例，2008年7月的「臺灣史料研究」。

- 林莊生，楊千鶴女士與她「無聲的一代」，2003年4月的「臺灣文學評論」。

- 許俊雅，楊千鶴《花開時節》導讀，2001年1月的「文學臺灣」。

- 呂明純，日據時期女性作家之自我呈現—以辜顏碧霞、楊千鶴為主要討論，2000年6月的「臺灣新文學」。

- 中國女性文學研究室主辦，楊千鶴座談會—從日據時代作家作品看臺灣女性走過的路，2000年3月的「中國女性文學研究室學刊」。

- 謝里法，評楊千鶴之<人生的三稜鏡>--透過「三稜鏡」所看到的一位臺灣日文作家，1995年5月的「臺灣新文學」。

## 外部連結
- 公視【飛越2000】系列—世紀女性‧臺灣第一 （页面存档备份，存于）
- 臺灣大百科全書 （页面存档备份，存于） 中華民國文化部
- 臺灣女人 （页面存档备份，存于）國立臺灣歷史博物館
- 【歷史上的今天】1016─楊千鶴逝世 好民文化行動協會